# Solo (ginástica)
Solo é um aparelho em quase todas as ginásticas — exceto a ginástica de trampolim —, além de ser uma prova. Na ginástica artística é as duas coisas, nas demais modalidades é somente o trabalhado em si. Desde 1900, nos Jogos de Paris, está presente em Olimpíadas — como um dos aparelhos pertencentes a disputa de exercícios combinados — e desde 1932, como um exercício individual.

## História
O acrobata italiano, Archange Tuccaro (1536—1616) escreveu um livro de aproximadamente 400 páginas sobre saltos livres. Tal livro fora publicado no ano de 1598, ilustrando e descrevendo cada uma das rotinas acrobáticas. Desse modo, pode-se dizer que Tuccaro é o pai desta metodologia de exercícios livres, hoje chamada de solo.
Mais recentemente, os exercícios de solo — tido como livres, por aparatos não serem usados — foram preteridos até o ano de 1923, quando um protocolo com sugestões fora enviado à FIG. Neste documento foram sugeridos regulamentos para a prova em campeonatos mundiais para as competições do individual geral e em finais por aparelhos. Em 1930, fora disputada a primeira prova em um Campeonato Mundial e em 1932, a primeira prova realizada em uma competição Olímpica.
A disciplina de exercícios no solo foi introduzida no programa olímpico nos Jogos de 1932. O primeiro campeão olímpico foi o húngaro Istvan Pelle. O atleta mais bem sucedido dos Jogos Olímpicos ainda é Nikolai Andrianov, da antiga União Soviética, com três medalhas consecutivas — duas de ouro e uma de prata. O evento de senhoras estreou em Helsínquia 1952, e foi conquistado por Ágnes Keleti da Hungria. Larissa Latynina, da União Soviética, foi campeã olímpica do solo em três Jogos consecutivos, entre 1956 e 1964.

## Aparelho
O solo, enquanto aparelho propriamente dito, é um estrado de dimensão 12 m x 12 m — medida esta para provas de ginástica artística —, feito de um material elástico que amortece eventuais quedas e ajuda ao impulso dos saltos. Suas dimensões, conforme mudam-se as modalidades, diminuem ou aumentam. Para a ginástica rítmica, são 14 m x 14 m, por exemplo.

### Área de competição
Os tamanhos foram determinados pelas normas de aparelhos da Federação Internacional de Ginastica (FIG). As dimensões são as mesmas para as atletas femininas e para as masculinas.
Área de atuação: 1200 cm × 1200 cm ± 3 cm

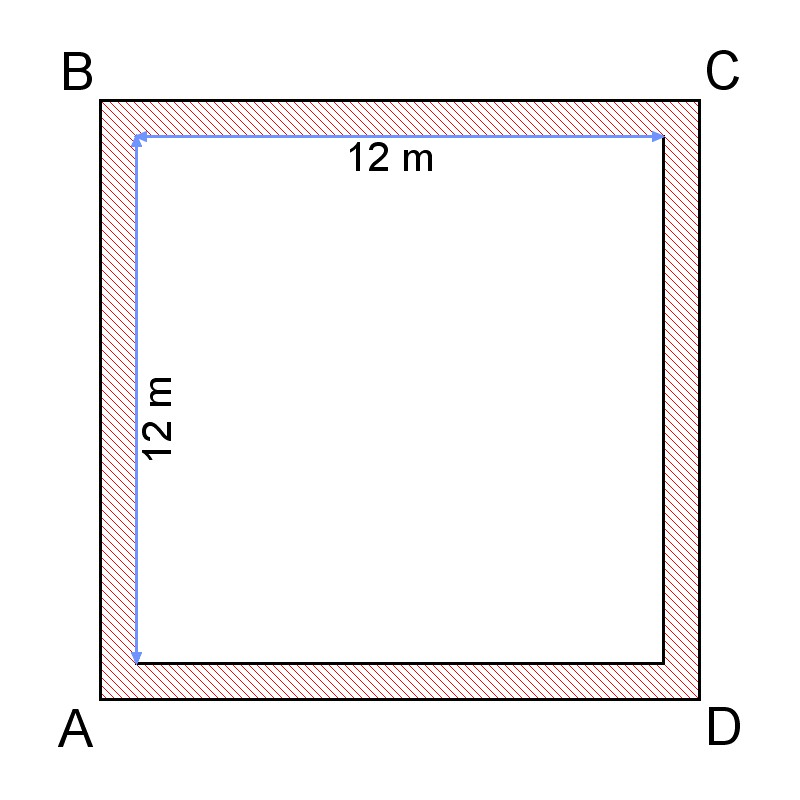
Limites e dimensões do piso

Diagonais: 1697 cm ± 5 cm
Borda: 100 cm
Zona de segurança: 200 cm

## Características das competições
O solo, nas modalidades rítmica, aeróbica e acrobática, não é uma prova em si, mas o aparelho onde são realizados todos os eventos destas ginásticas anteriormente citadas. O tablado acabou por popularizar-se sob o nome de solo e assim é chamado e reconhecido.
Na ginástica aeróbica, suas dimensões são 10 x 10 m e nele realizam-se as performances onde os próprios ginastas são os aparelhos, que demonstram sincronia, flexibilidade e energia. Já na ginástica acrobática, as dimensões do tablado são iguais as da modalidade artística, 12 x 12 m, e nele os atletas também são os aparelhos, que executam os movimentos com precisão, sincronia, força e coordenação. Por fim, na rítmica, o solo é onde as ginastas realizam, dentro das dimensões de 13 x 13 m ou 14 x 14 m, os movimentos com flexibilidade, coordenação, sincronia e leveza. Durante essas competições rítmicas as atletas usam aparelhos que as complementam em suas rotinas.

## Ginástica artística
Sua sigla, para provas internacionais regulamentadas pela Federação Internacional de Ginástica, é FX.
O solo é um aparelho na ginástica artística, disputado como modalidade olímpica por ambos os sexos. Os exercícios no solo fazem parte do concurso geral, onde se selecionam os oito melhores atletas para a final da especialidade. O tablado amortece eventuais quedas e ajuda ao impulso dos saltos. A prova consiste em executar diversos exercícios acrobáticos, com movimentos de equilíbrio, estáticos e de força. Para as provas femininas existe ainda a elegância, expressão coreográfica e a sincronia com a música como exigências.

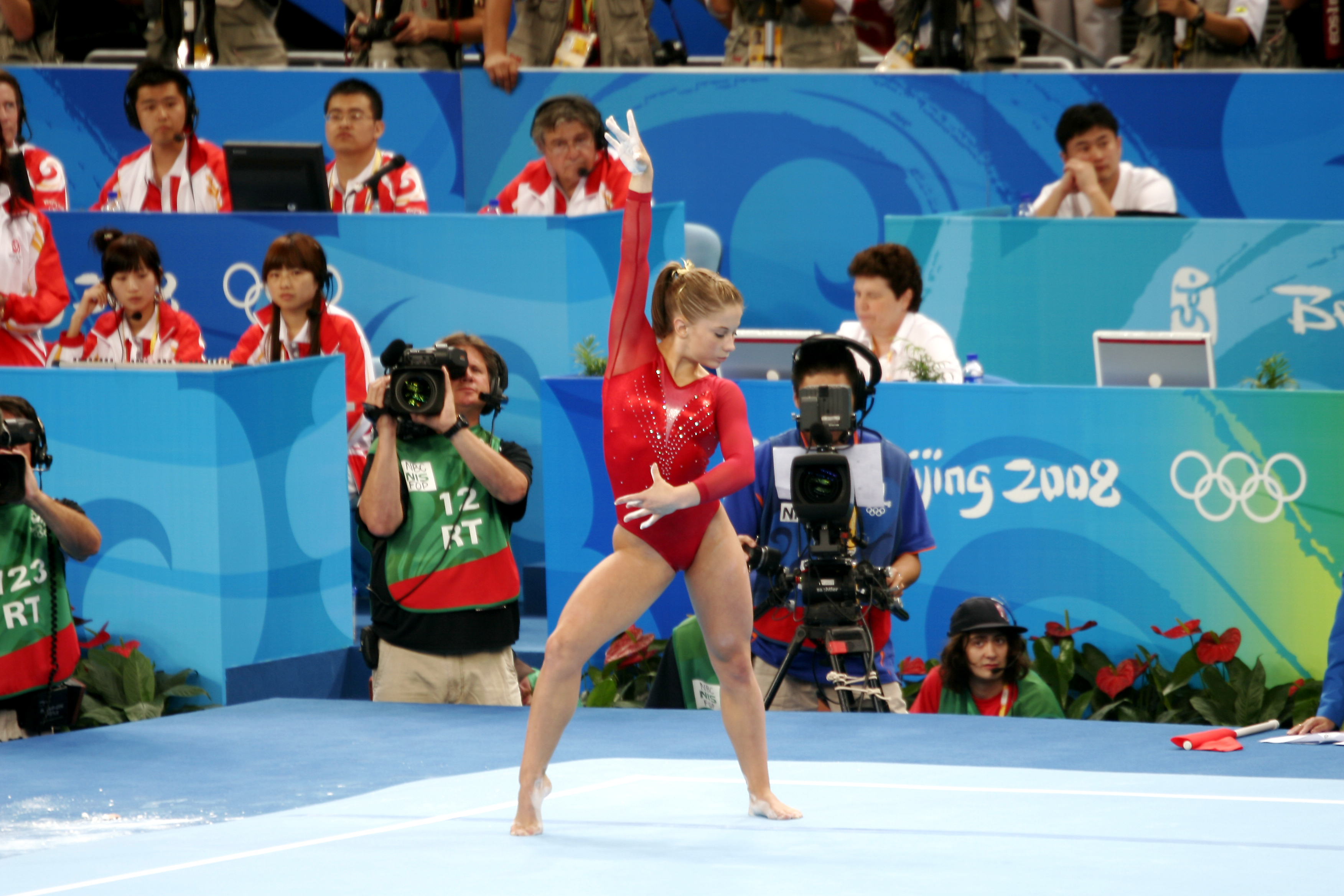
A norte-americana Shawn Johnson em Pequim 2008.

Os exercícios têm uma duração de 50s a 70s para os homens, e 70s a 90s para as mulheres. Os exercícios femininos têm a particularidade de incluir acompanhamento musical, escolhido pelas atletas e pelos treinadores. A única restrição é que a música seja instrumental, podendo conter também voz humana desde que não cantada/com letra. Uma coreografia é frequentemente aproveitada para vários exercícios de solo, em particular os realizados no mesmo evento desportivo. O contrário é menos comum: a atleta Dina Kotlonga da Rússia, foi notada nos Jogos de Pequim de 1996, por apresentar duas coreografias completamente diferentes para o concurso geral e para a final de solo, por exemplo.
O exercício tanto no masculino quanto no feminino possui movimentos próprios. A maioria das coreografias inclui de três a cinco séries acrobáticas. Segundo o Código de Pontos, o ginasta precisa demonstrar competência em diversos elementos obrigatórios. Para as senhoras, estas incluem expressão artística, um giro de pelo menos 540 graus, um duplo salto e séries acrobáticas realizadas para a frente e para trás. No exercício masculino são obrigatórias sequências de piruetas, acrobacias e paradas de mãos na lateral do aparelho (quina do tablado). Tanto na ginastica masculina como na feminina os atletas precisam "cravar" todos os movimentos para não serem descontados, pois as acrobacias são avaliadas em força, precisão e equilíbrio, além da parte artística exclusivamente na ginástica feminina.
A pontuação depende do grau de dificuldade, expressão artística (na ginástica feminina), demonstração dos elementos obrigatórios e qualidade geral do exercício. São feitas deduções para erros de execução, quedas e faltas, como a saída do perímetro do estrado. Os ginastas podem usar pó de lubrificante nas mãos e pés para dar maior aderência.
Algumas das faltas que penalizam os atletas são:
- no final do movimento (rotativo), na chegada ao solo, o ginasta dá um passo à frente para se equilibrar;
- sair da área demarcada de 12 x 12 m;
- falta de altura na execução de um elemento;
- falta de sincronia com a música (terminar sua coreografia antes ou depois do término da mesma).

Tais deduções são feitas de 0,1 à 1,0, em valor, para erros pequenos a erros gravíssimos.

### Pontuação e regras
As rotinas de exercícios no solo duram até 90 segundos, e há um cronômetro para esse evento. A rotina é coreografada com antecedência, e é composta por elementos acrobáticos e de dança.
As pontuações são baseadas na dificuldade, arte, demonstração dos elementos necessários e qualidade geral do desempenho. A pontuação é dividida em duas partes, D-score e E-score, que são somadas para obter a pontuação geral.
| Dificuldade | Valor |
| ----------- | ----- |
| A           | 0.1   |
| B           | 0.2   |
| C           | 0.3   |
| D           | 0.4   |
| E           | 0.5   |
| F           | 0.6   |
| G           | 0.7   |
| H           | 0.8   |
| I           | 0.9   |
| J           | 1.0   |

## Campeões Olímpicos

### Masculino
| Olimpíada           | 20px Ouro            | 20px Prata                                        | 20px Bronze                    |
| ------------------- | -------------------- | ------------------------------------------------- | ------------------------------ |
| Los Ángeles 1932    | István Pelle         | Georges Miez                                      | Mario Lertora                  |
| Berlim 1936         | Georges Miez         | Josef Walter                                      | Konrad Frey Eugen Mack         |
| Londres 1948        | Ferenc Pataki        | János Mogyorósi-Klencs                            | Zdenek Ruzicka                 |
| Helsinque 1952      | William Thoresson    | Jerzy Jokiel Tadao Uesako                         | não concedido                  |
| Melbourne 1956      | Valentin Muratov     | Nobuyuki Aihara Viktor Chukarin William Thoresson | não concedido                  |
| Roma 1960           | Nobuyuki Aihara      | Yuri Titov                                        | Franco Menichelli              |
| Tóquio 1964         | Franco Menichelli    | Yukio Endo Viktor Lisitsky                        | não concedido                  |
| México 1968         | Sawao Kato           | Akinori Nakayama                                  | Takeshi Katō                   |
| Munique 1972        | Nikolai Andrianov    | Akinori Nakayama                                  | Shigeru Kasamatsu              |
| Montreal 1976       | Nikolai Andrianov    | Vladimir Marchenko                                | Peter Kormann                  |
| Moscou 1980         | Roland Brückner      | Nikolai Andrianov                                 | Alexander Dityatin             |
| Los Ángeles 1984    | Li Ning              | Lou Yun                                           | Koji Sotomura Philippe Vatuone |
| Seul 1988           | Serguéi Jarkov       | Vladímir Artiómov                                 | Yukio Iketani [ou Yun          |
| Barcelona 1992      | Li Xiaoshuang        | Yukio Iketani Grigori Misiutin                    | não concedido                  |
| Atlanta 1996        | Ioannis Melissanidis | Li Xiaoshuang                                     | Alexei Nemov                   |
| Sidney 2000         | Igors Vihrovs        | Alexei Nemov                                      | Yordan Yovchev                 |
| Atenas 2004         | Kyle Shewfelt        | Marian Drăgulescu                                 | Yordan Yovchev                 |
| Pequim 2008         | Zou Kai              | Gervasio Deferr                                   | Anton Golotsutskov             |
| Londres 2012        | Zou Kai              | Kōhei Uchimura                                    | Denis Ablyazin                 |
| Rio de Janeiro 2016 | Max Whitlock         | Diego Hypólito                                    | Arthur Mariano                 |
| Tóquio 2020         | Artem Dolgopyat      | Rayderley Zapata                                  | Xiao Ruoteng                   |

#### Galeria dos Campeões Olímpicos
- István Pelle - 1932István Pelle - 1932

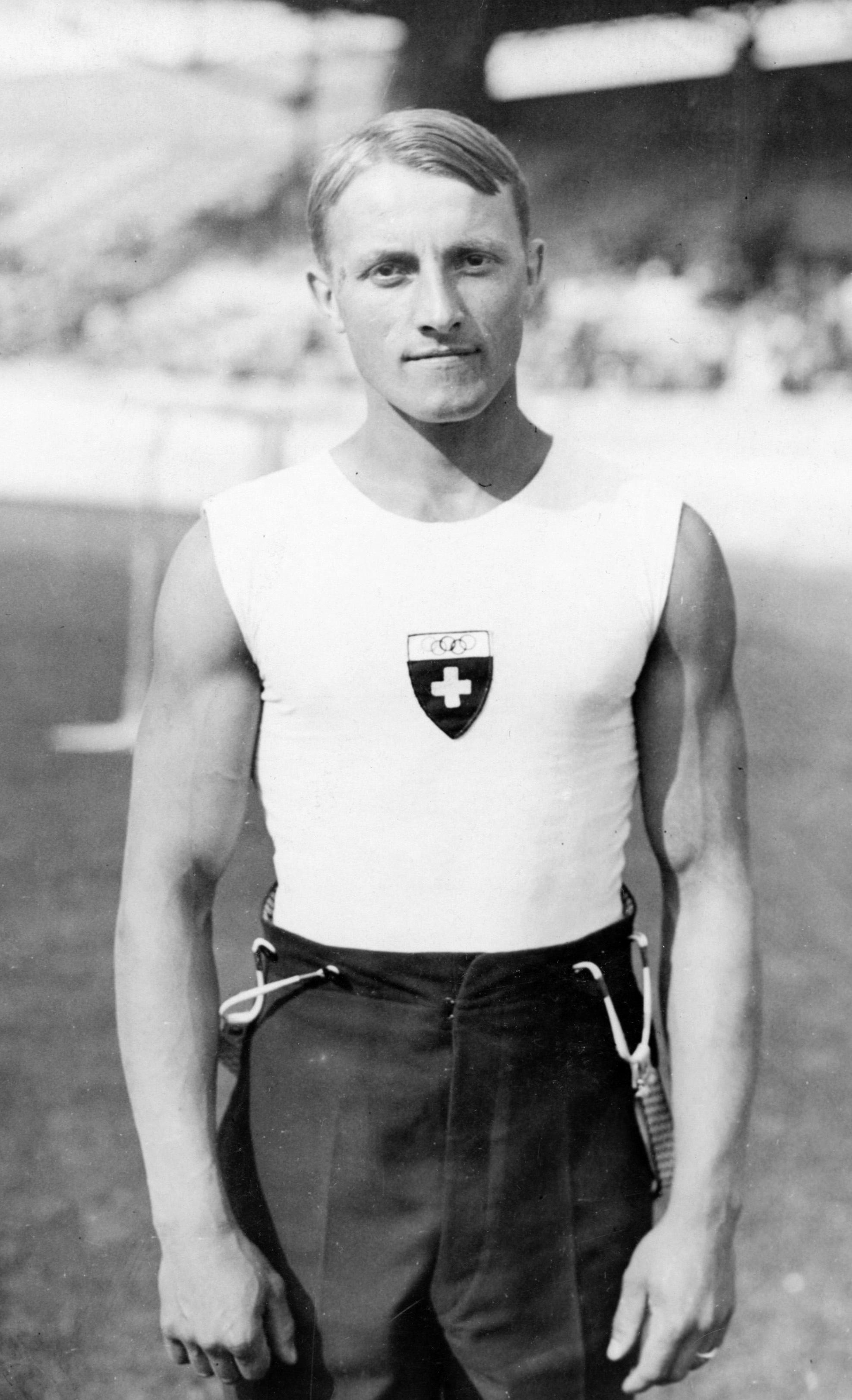
Georges Miez - 1936
Ferenc Pataki - 1948Ferenc Pataki - 1948
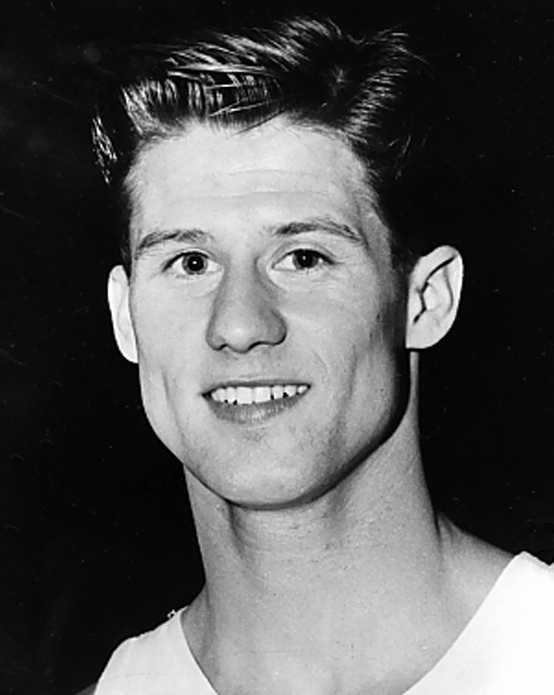
Thoresson- 1952
Muratov - 1956Muratov - 1956
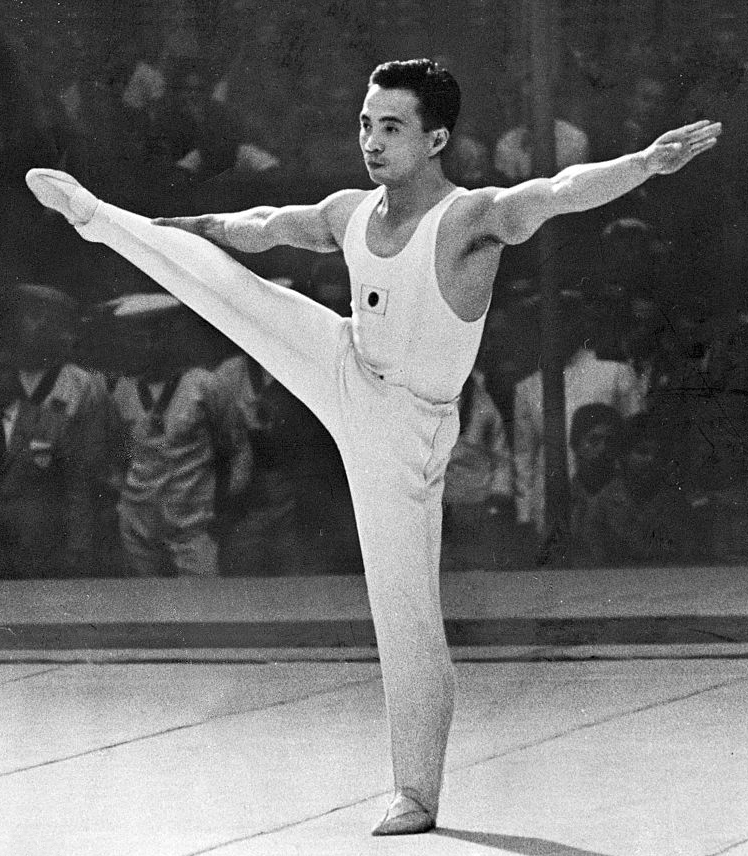
Nobuyuki Aihara - 1960
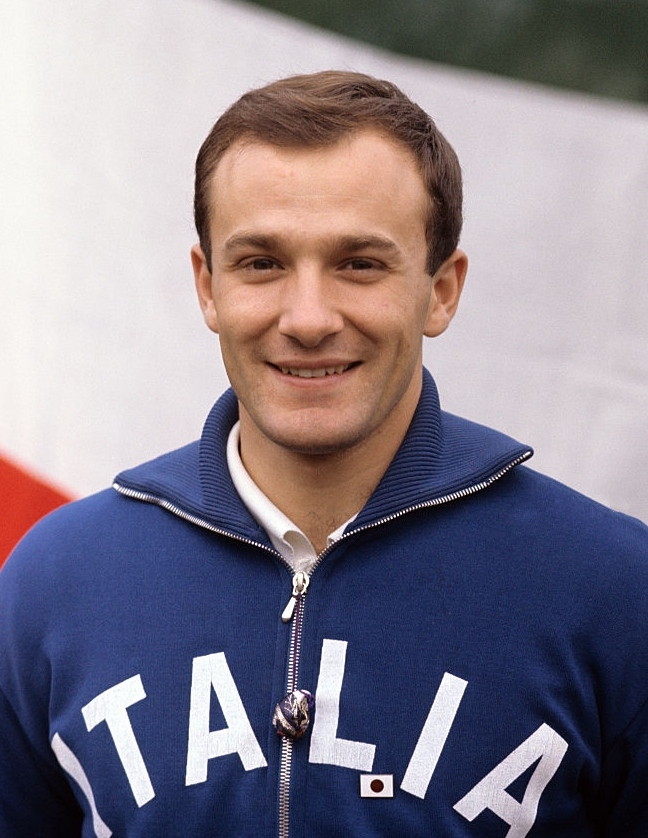
Menichelli - 1964
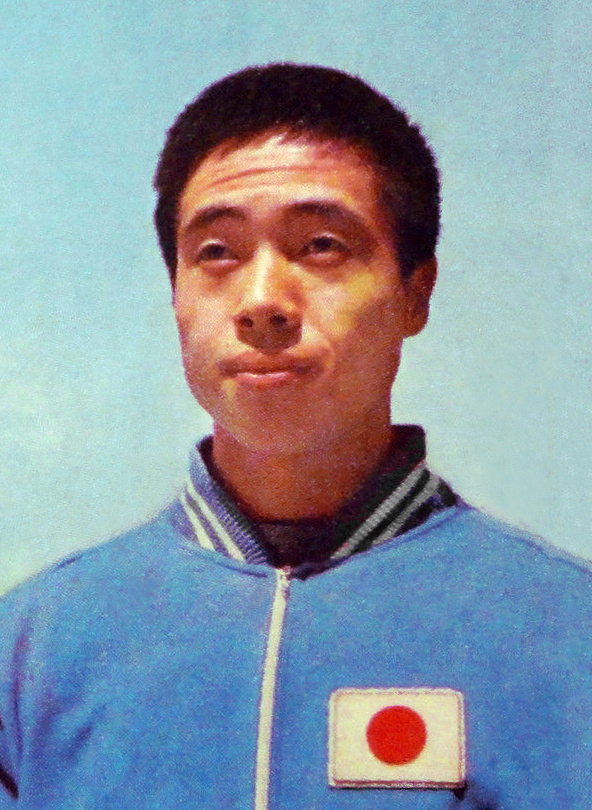
Sawao Kato - 1968
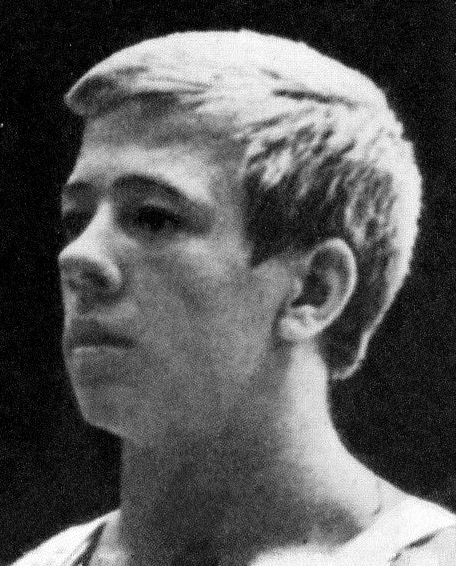
Andrianov - 1972
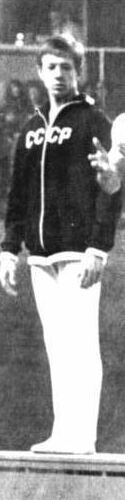
Andrianov - 1976
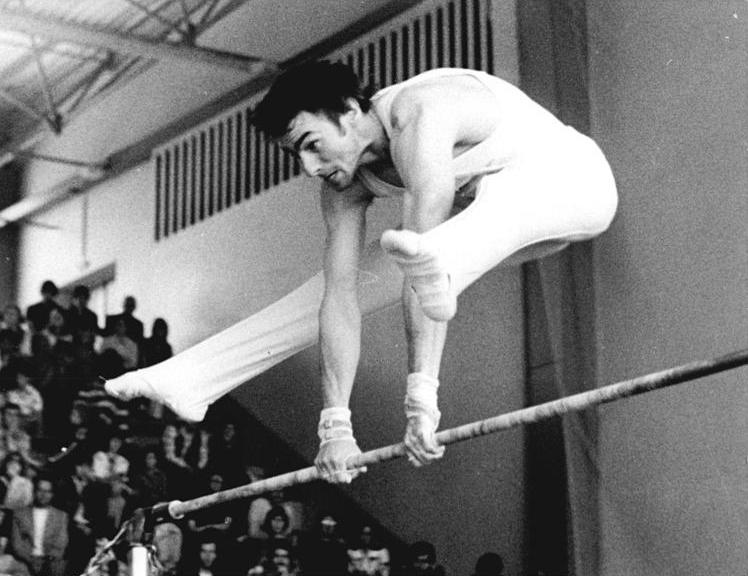
Roland Brückner - 1980
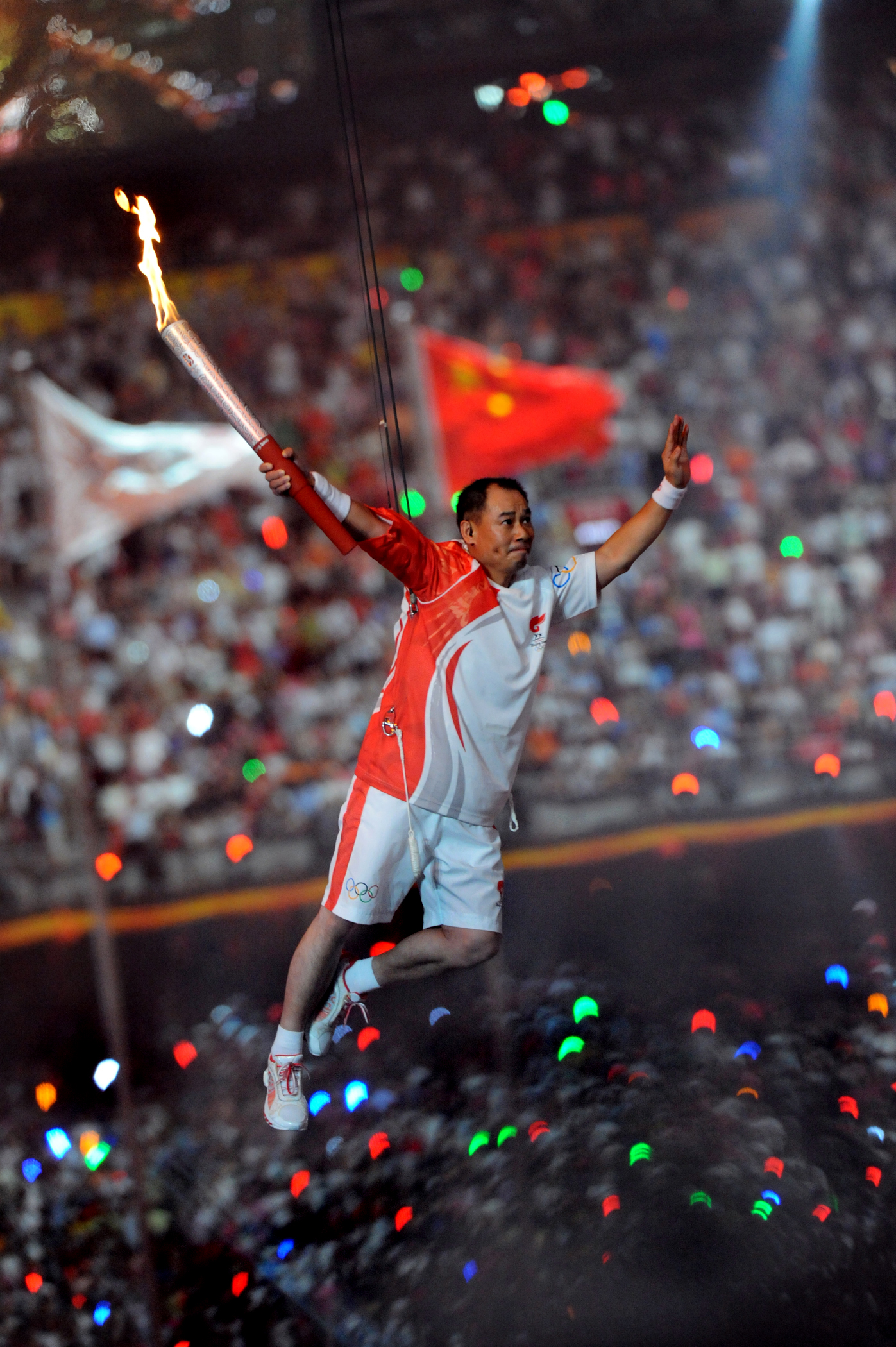
Li Ning - 1984
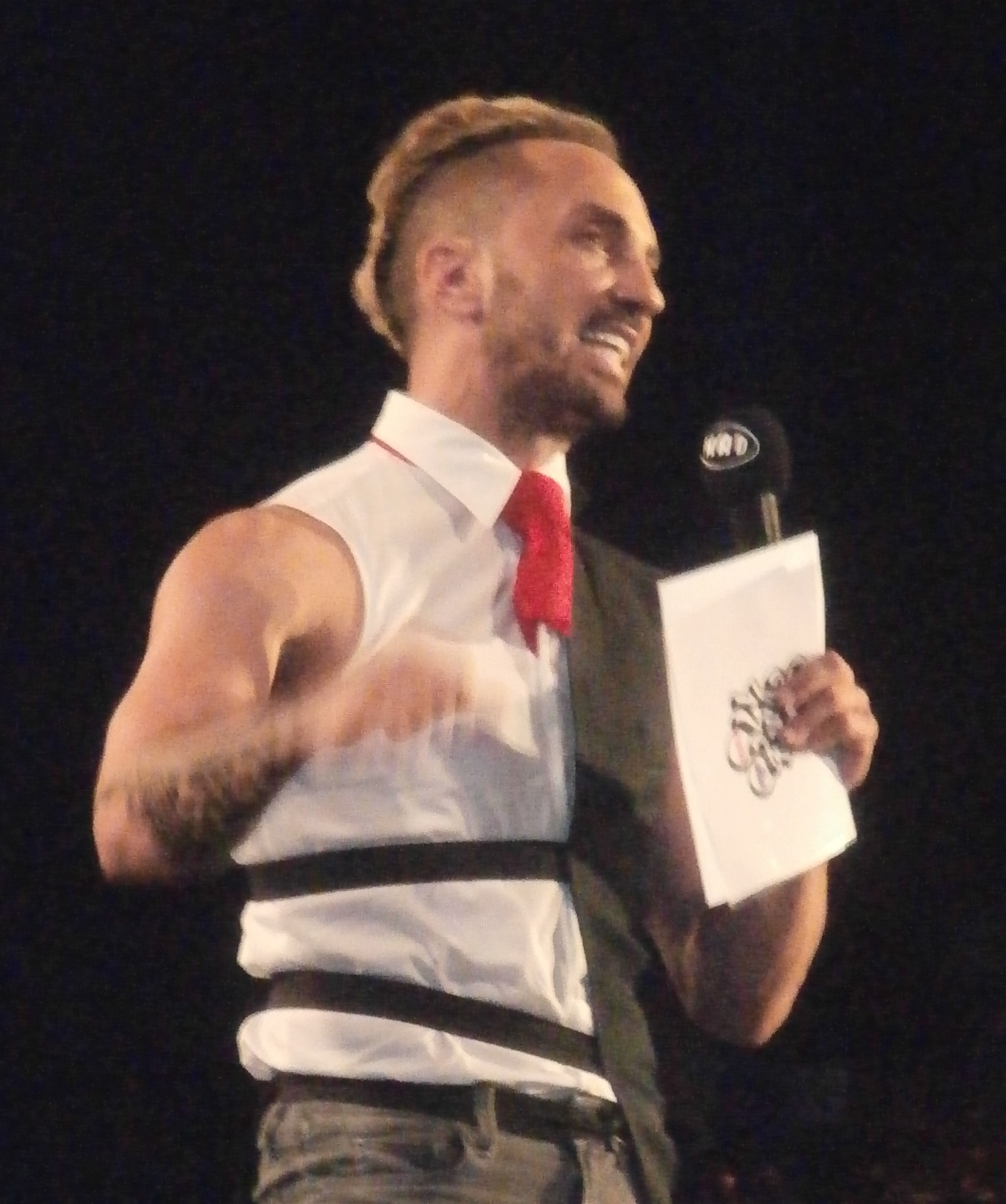
Melissanidis - 1996
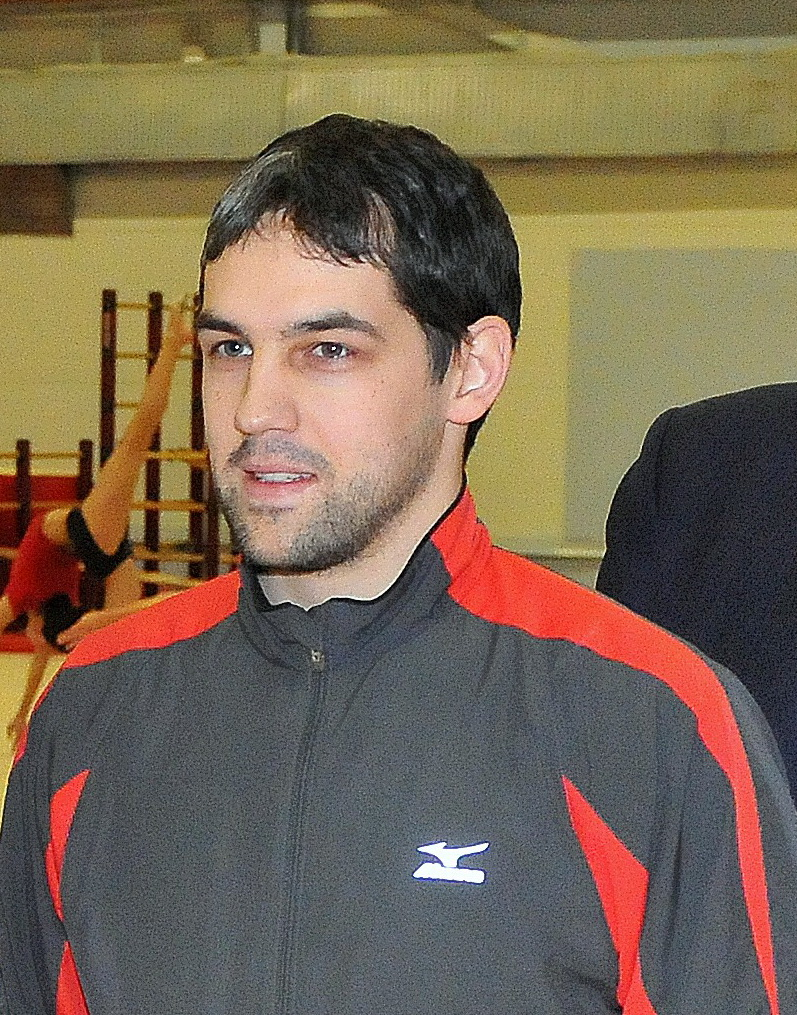
Vihrovs - 2000
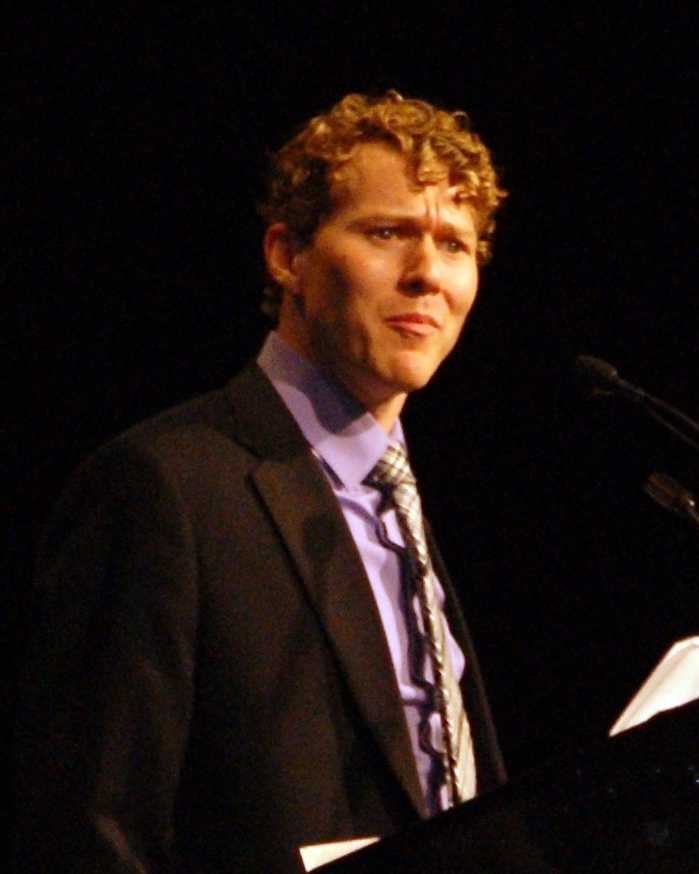
Shewfelt - 2004
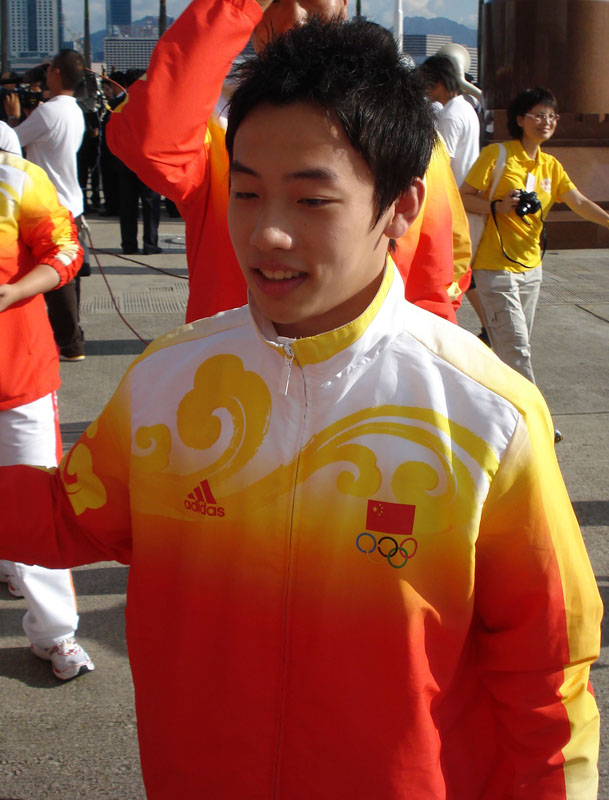
Zou Kai - 2008
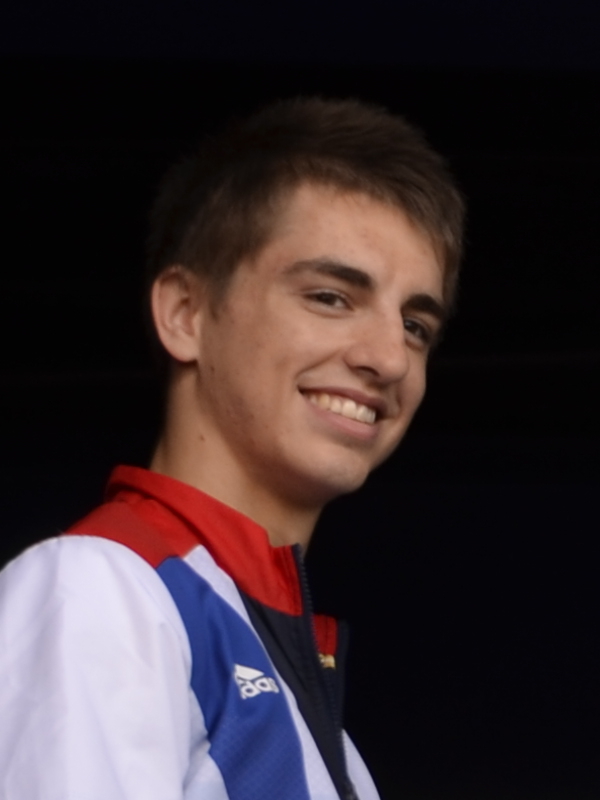
Whitlock - 2016
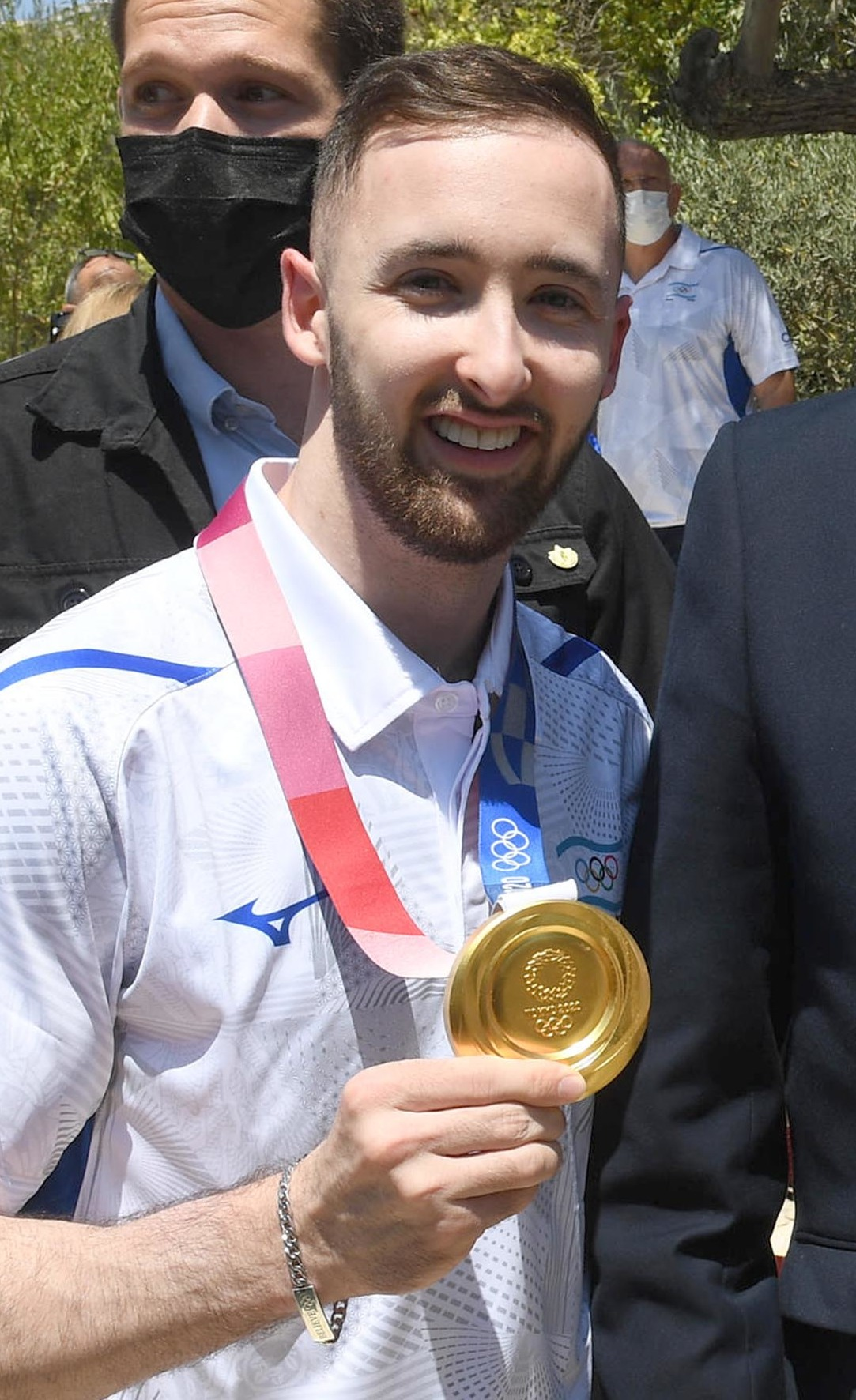
Dolgopyat - 2020

### Feminino
| Olimpíada           | 20px Ouro                    | 20px Prata                | 20px Bronze                                  |
| ------------------- | ---------------------------- | ------------------------- | -------------------------------------------- |
| Helsinque 1952      | Ágnes Keleti                 | Maria Gorokhovskaya       | Margit Korondi                               |
| Melbourne 1956      | Ágnes Keleti Larisa Latynina | no otorgada               | Elena Leuşteanu                              |
| Roma 1960           | Larisa Latynina              | Polina Astakhova          | Tamara Lyukhina                              |
| Tóquio 1964         | Larisa Latynina              | Polina Astakhova          | Anikó Ducza                                  |
| México 1968         | Věra Čáslavská Larisa Petrik | no otorgada               | Natalia Kuchinskaya                          |
| Munique 1972        | Olga Korbut                  | Ludmilla Tourischeva      | Tamara Lazakovich                            |
| Montreal 1976       | Nellie Kim                   | Ludmilla Tourischeva      | Nadia Comăneci                               |
| Moscou 1980         | Nadia Comăneci Nellie Kim    | no otorgada               | Maxi Gnauck Natalia Shaposhnikova            |
| Los Ángeles 1984    | Ecaterina Szabo              | Julianne McNamara         | Mary Lou Retton                              |
| Seul 1988           | Daniela Silivaș              | Svetlana Boginskaya       | Diana Dudeva                                 |
| Barcelona 1992      | Lavinia Miloșovici           | Henrietta Ónodi           | Cristina Bontaș Tatiana Gutsu Shannon Miller |
| Atlanta 1996        | Lilia Podkopayeva            | Simona Amânar             | Dominique Dawes                              |
| Sidney 2000         | Elena Zamolodchikova         | Svetlana Khorkina         | Simona Amânar                                |
| Atenas 2004         | Cătălina Ponor               | Nicoleta Daniela Șofronie | Patricia Moreno                              |
| Pequim 2008         | Sandra Izbașa                | Shawn Johnson             | Nastia Liukin                                |
| Londres 2012        | Aly Raisman                  | Cătălina Ponor            | Aliya Mustafina                              |
| Rio de Janeiro 2016 | Simone Biles                 | Aly Raisman               | Amy Tinkler                                  |
| Tóio 2020           | Jade Carey                   | Vanessa Ferrari           | Angelina Melnikova Mai Murakami              |

#### Galeria das Campeãs Olímpicas

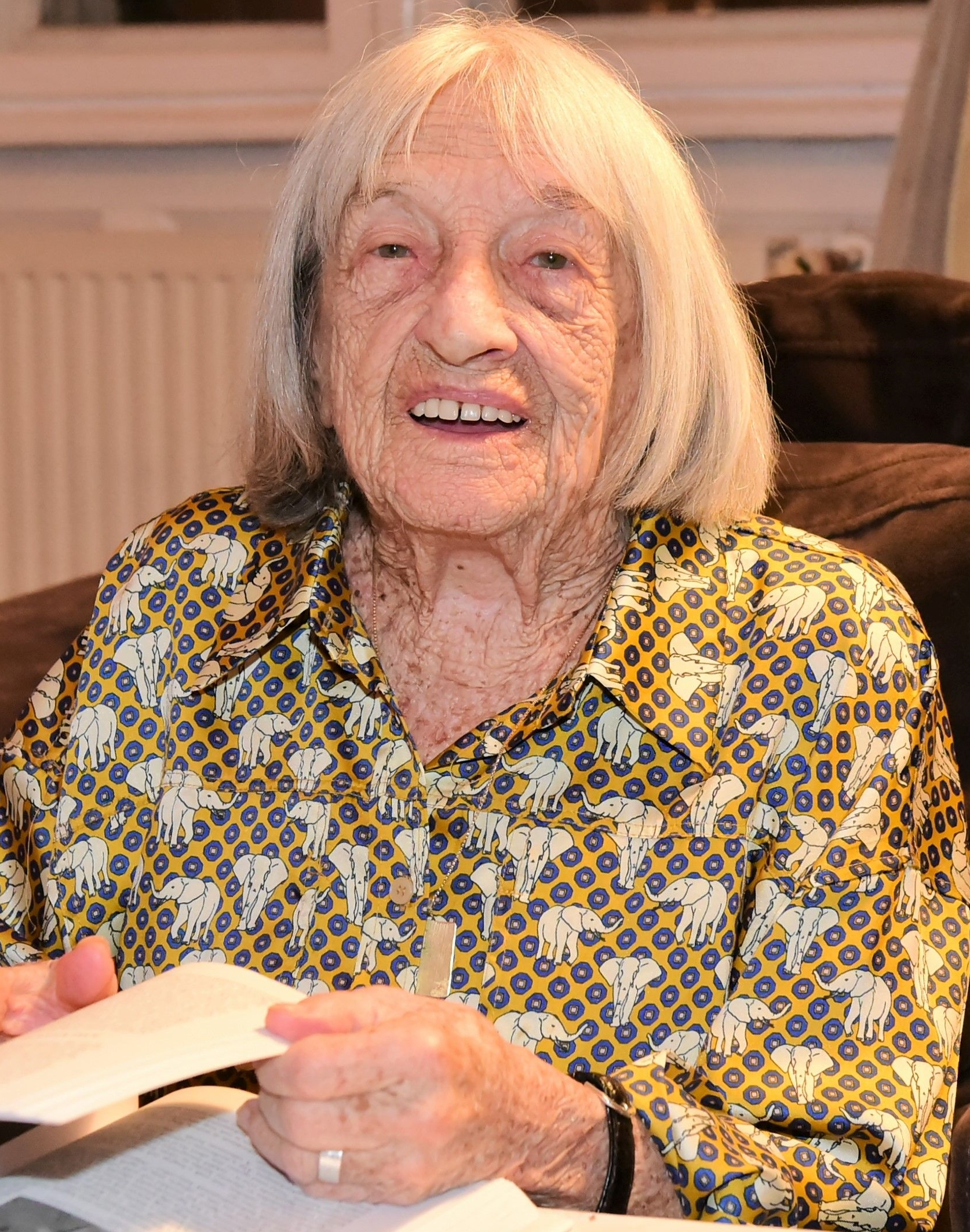
Ágnes Keleti - 1952
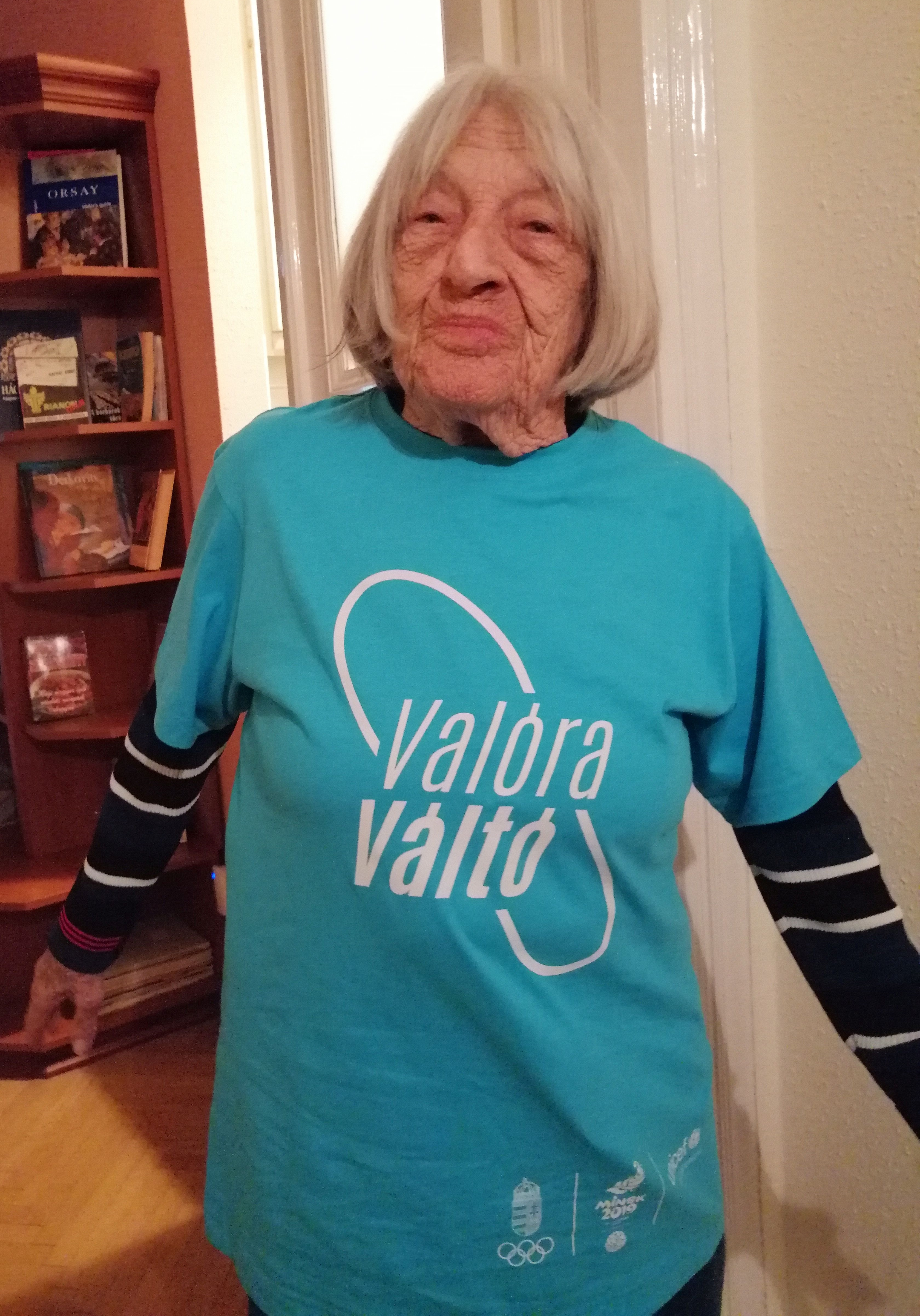
Ágnes Keleti - 1956
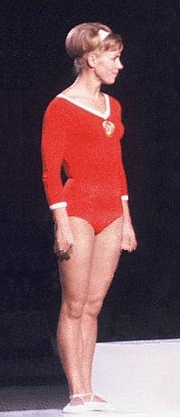
Latynina - 1960
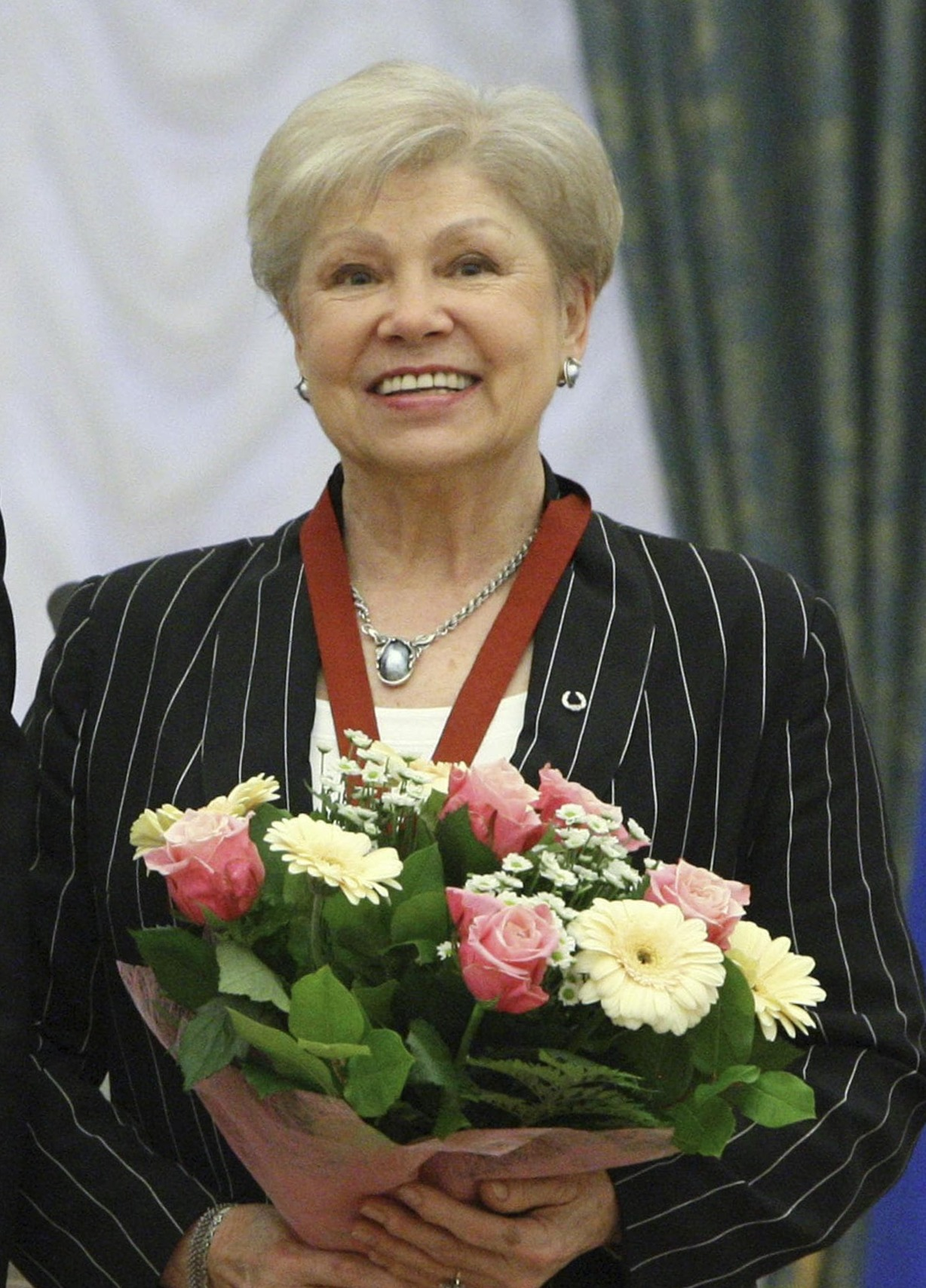
Latynina - 1964
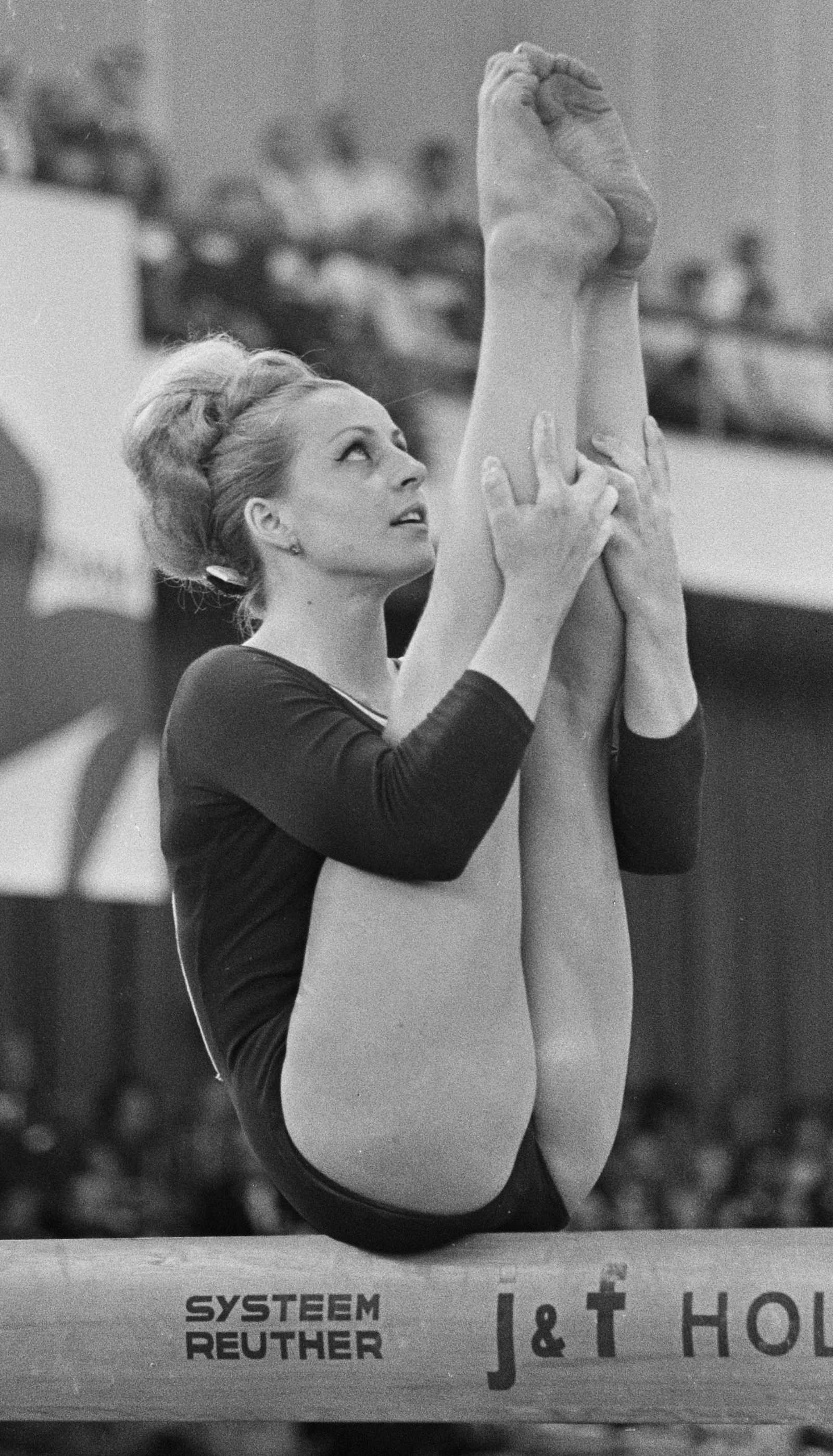
Čáslavská - 1968
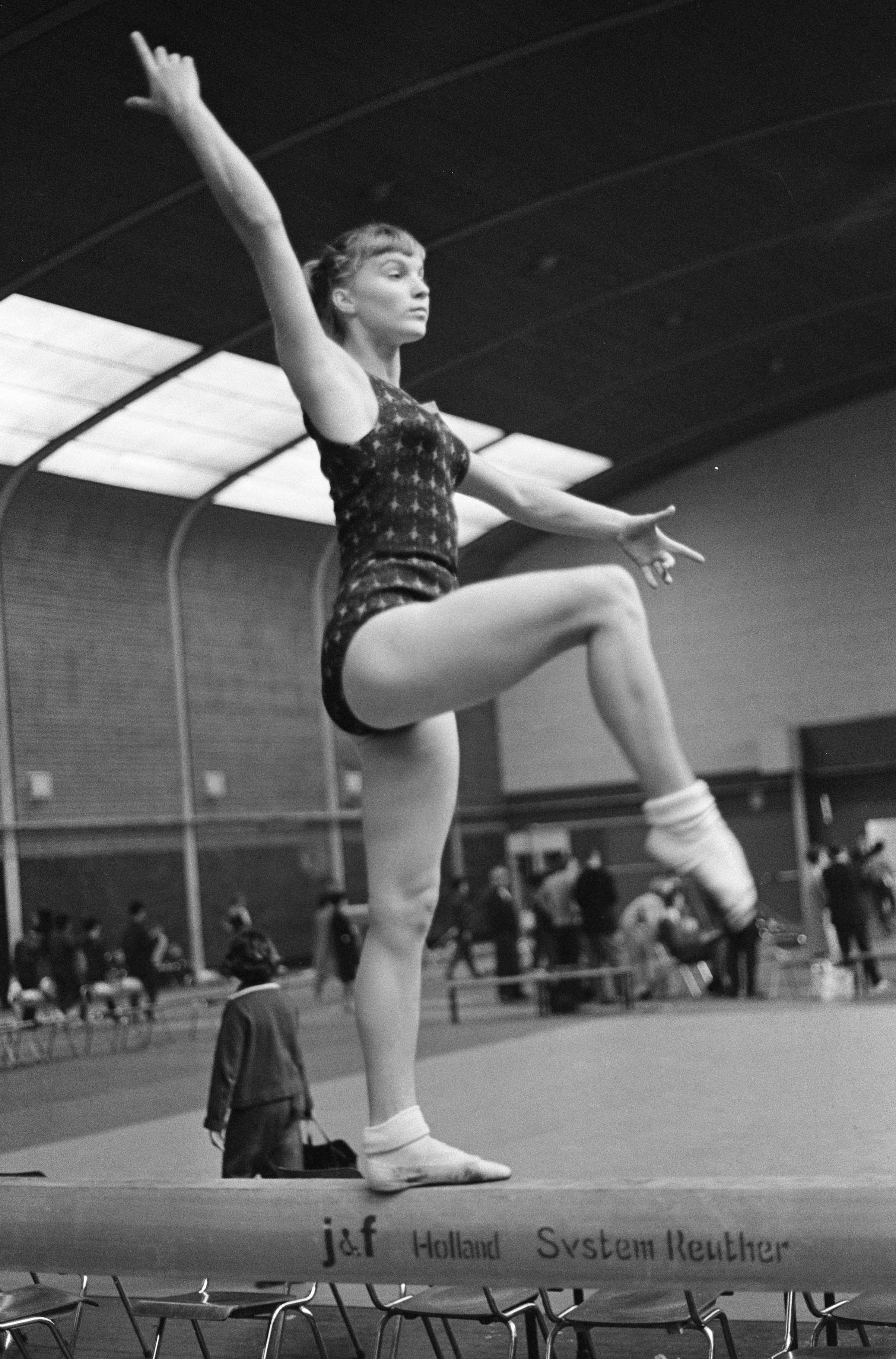
Petrik- 1968
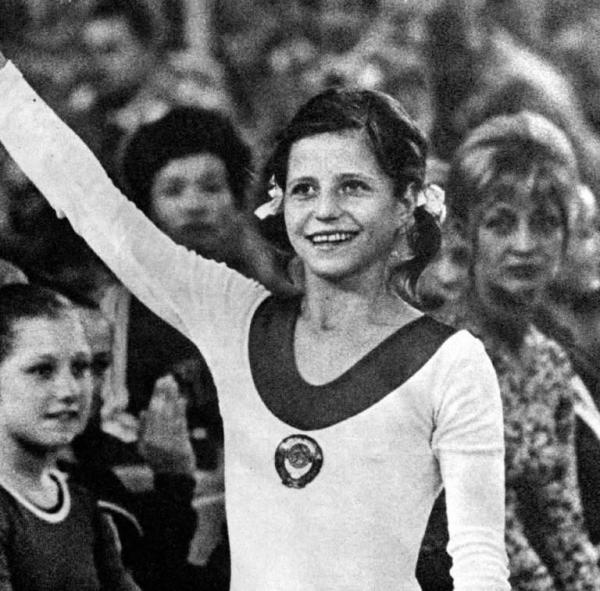
Olga Korbut - 1972
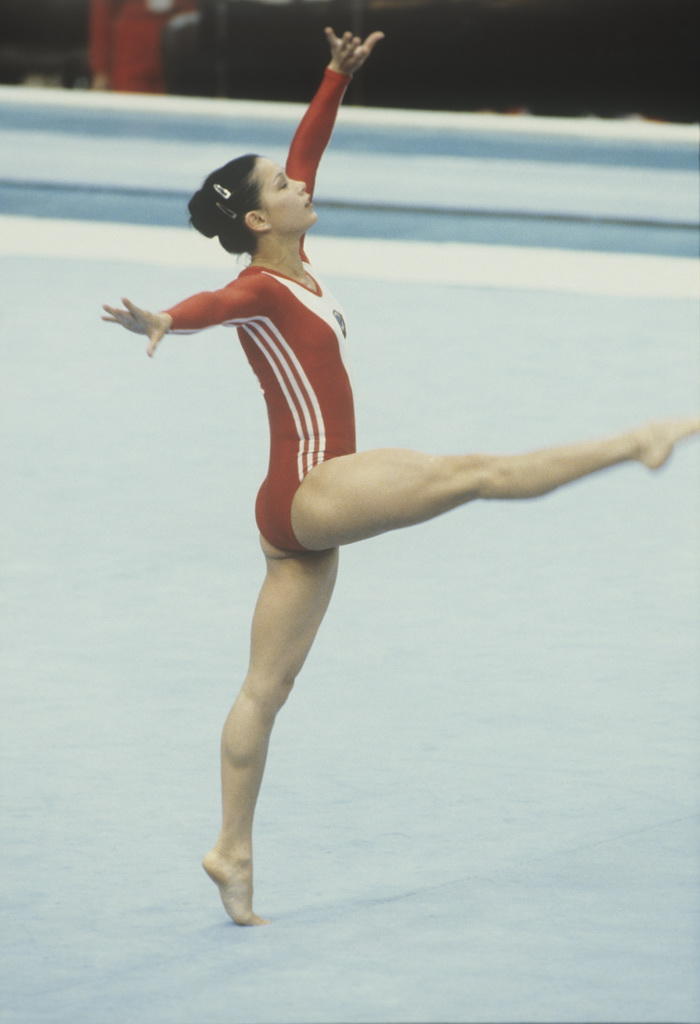
Nellie Kim - 1976
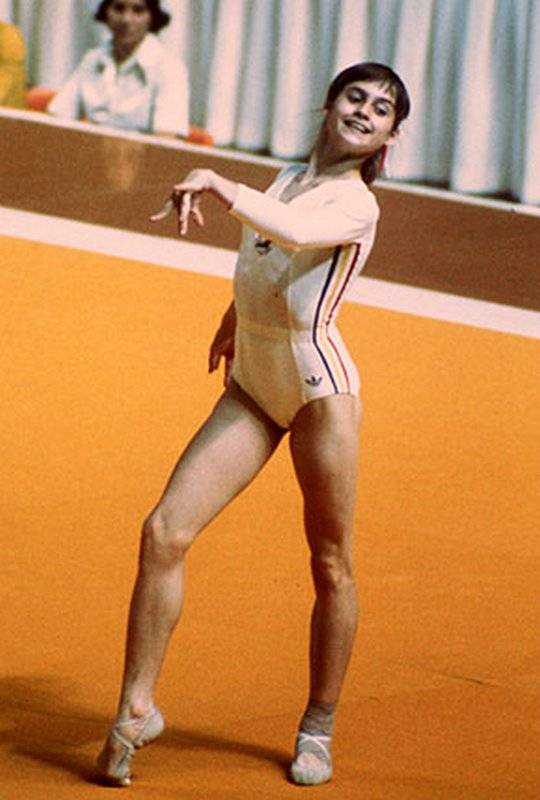
Nadia Comăneci - 1980
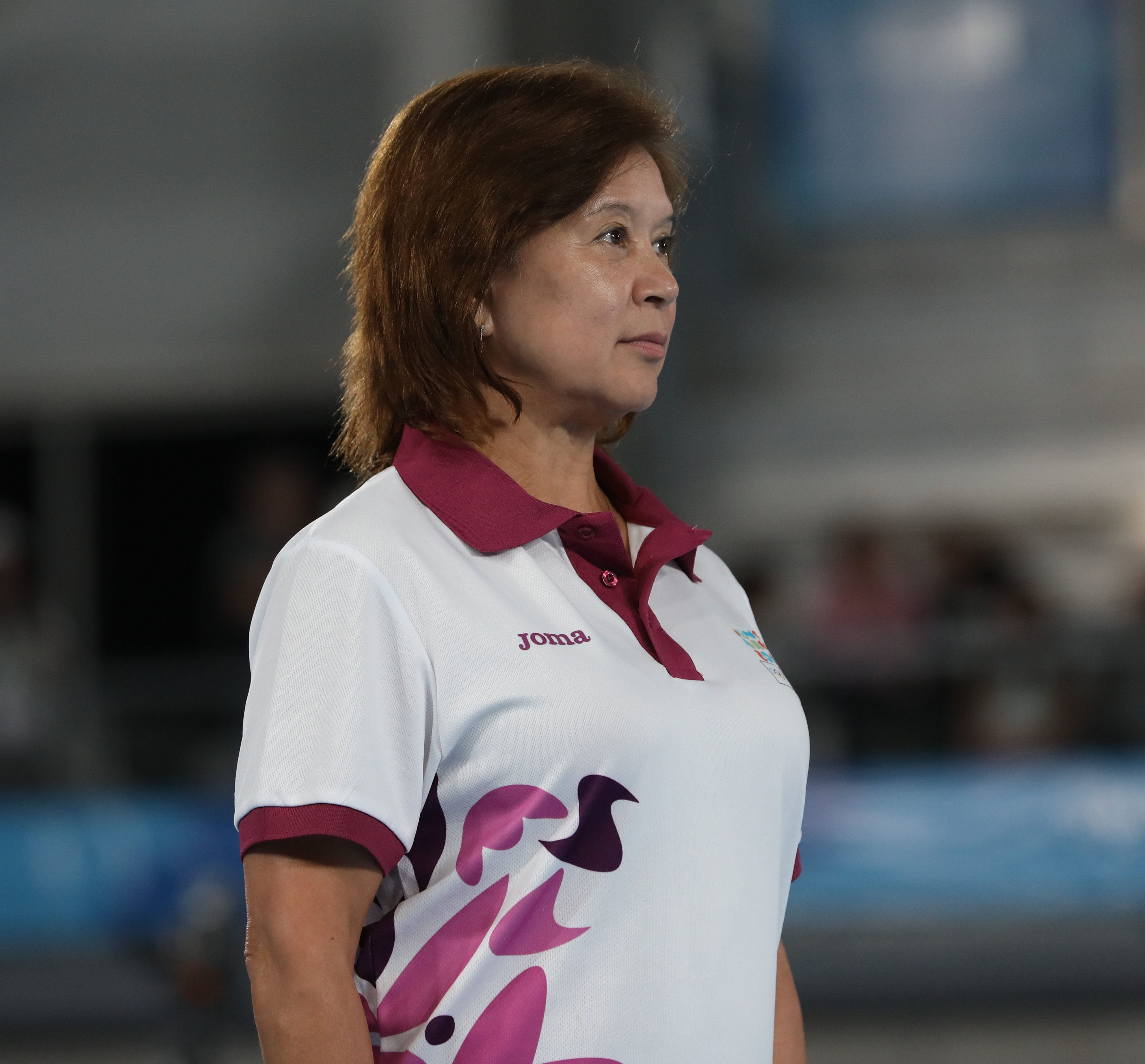
Nellie Kim - 1980
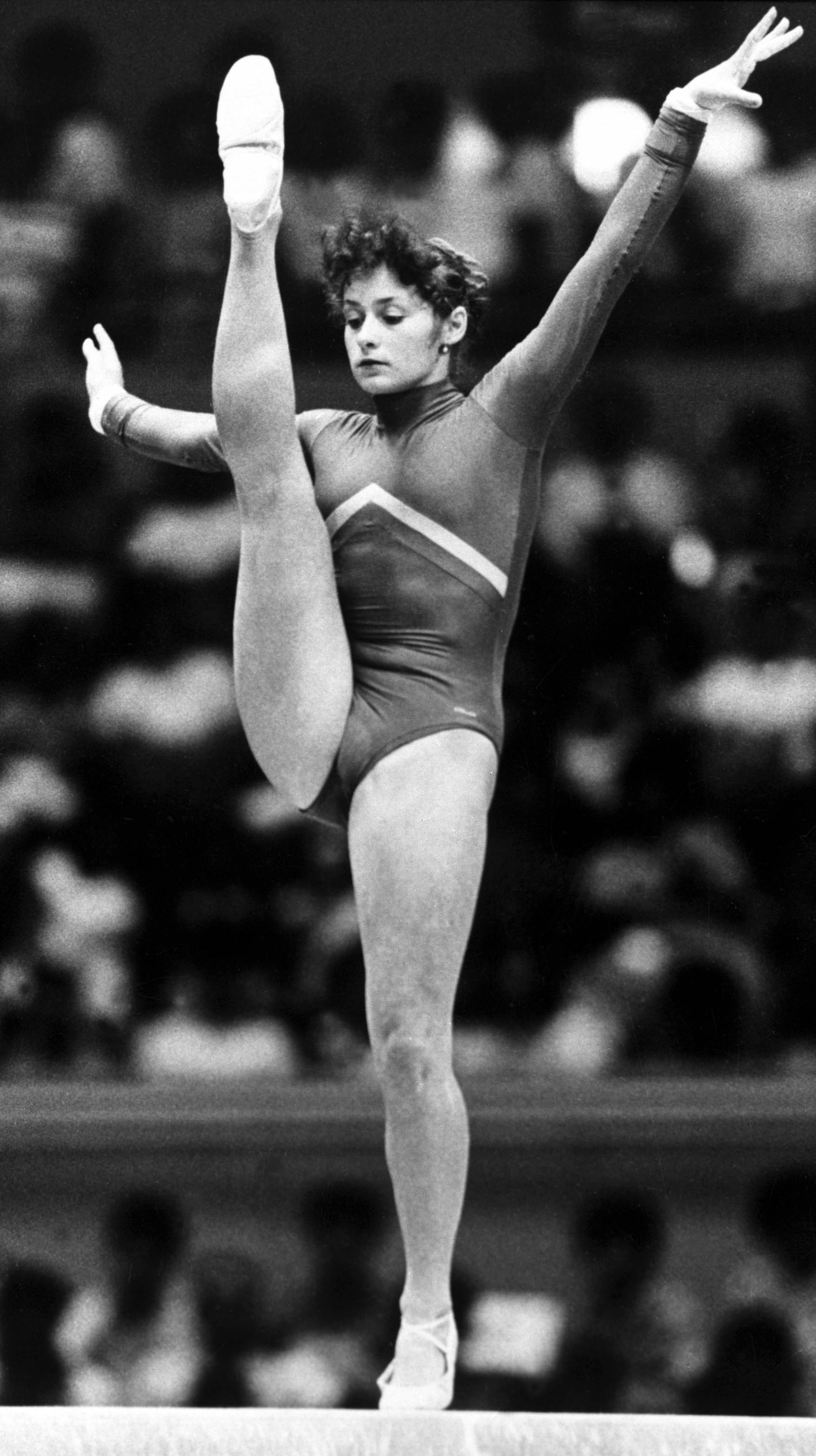
Szabó - 1984
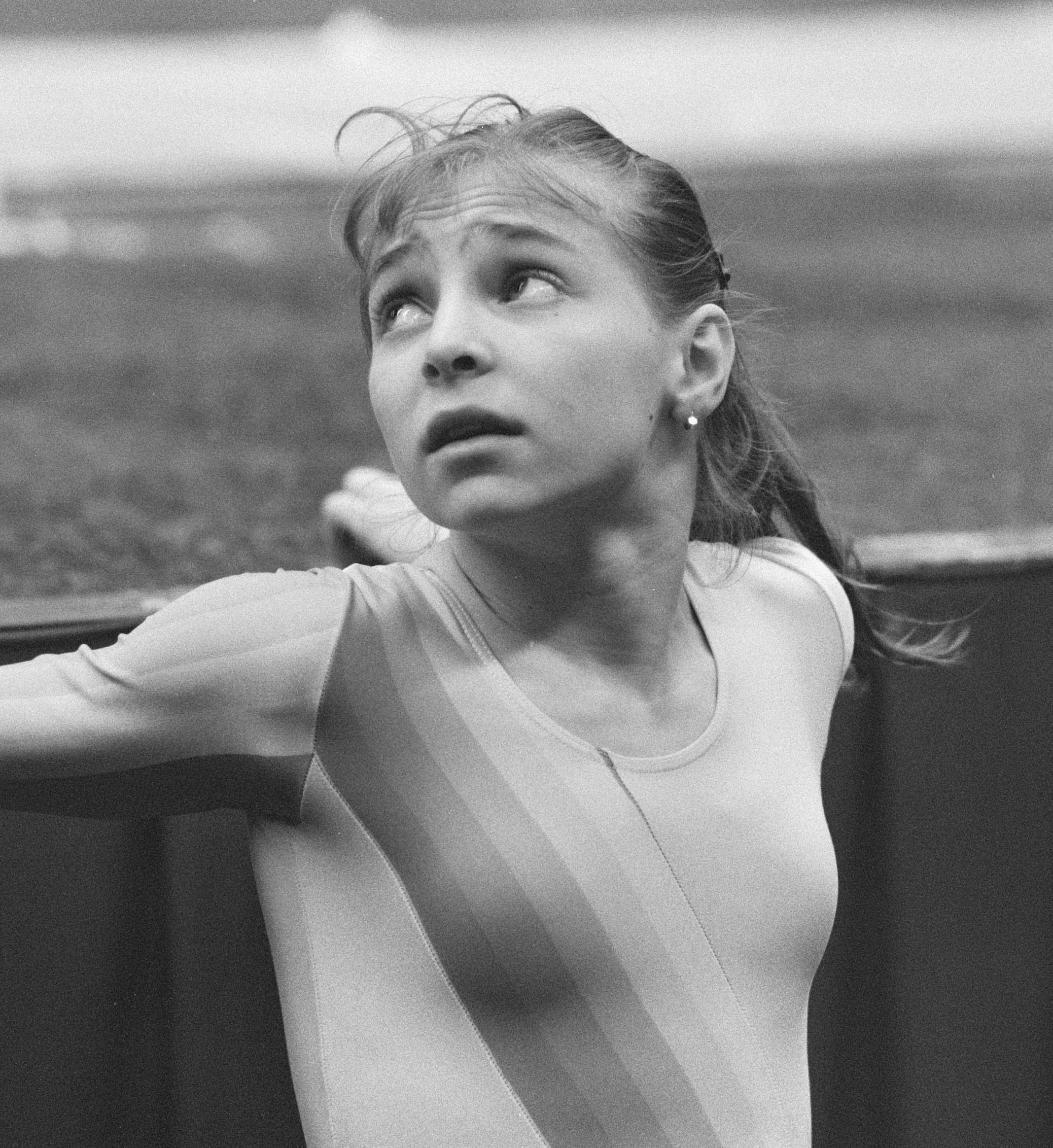
Silivaș - 1988
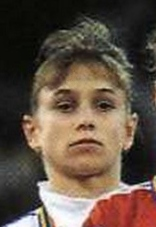
Miloșovici - 1992
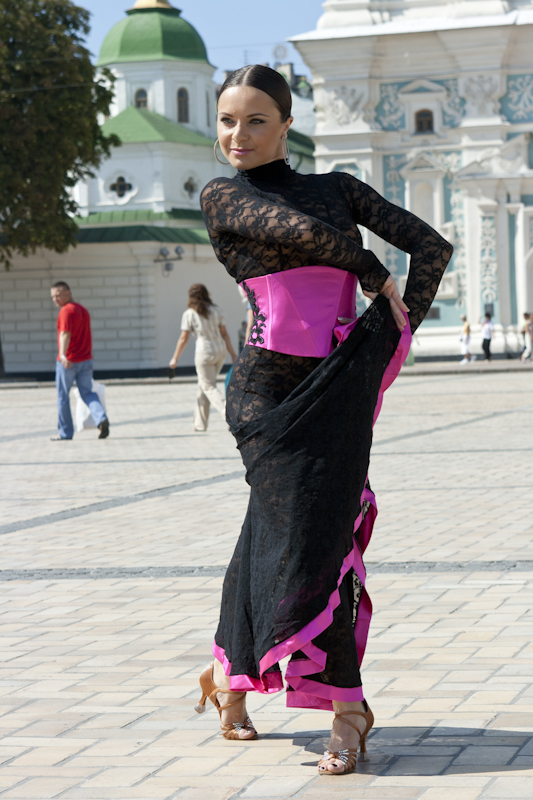
Podkopayeva - 1996
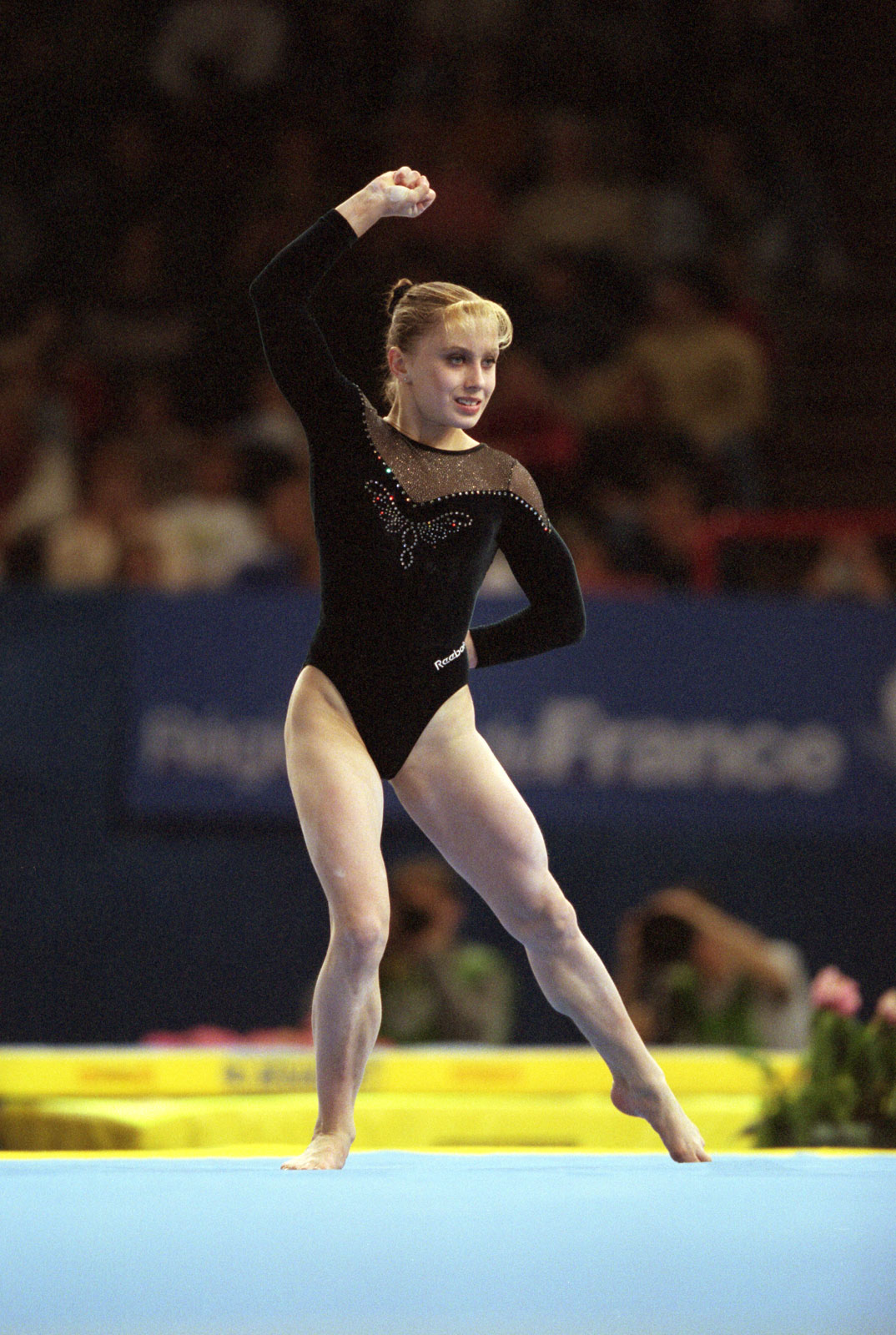
Zamolodchikova - 2000
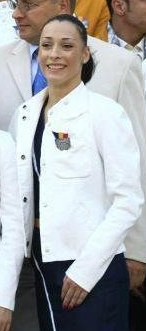
Ponor - 2004
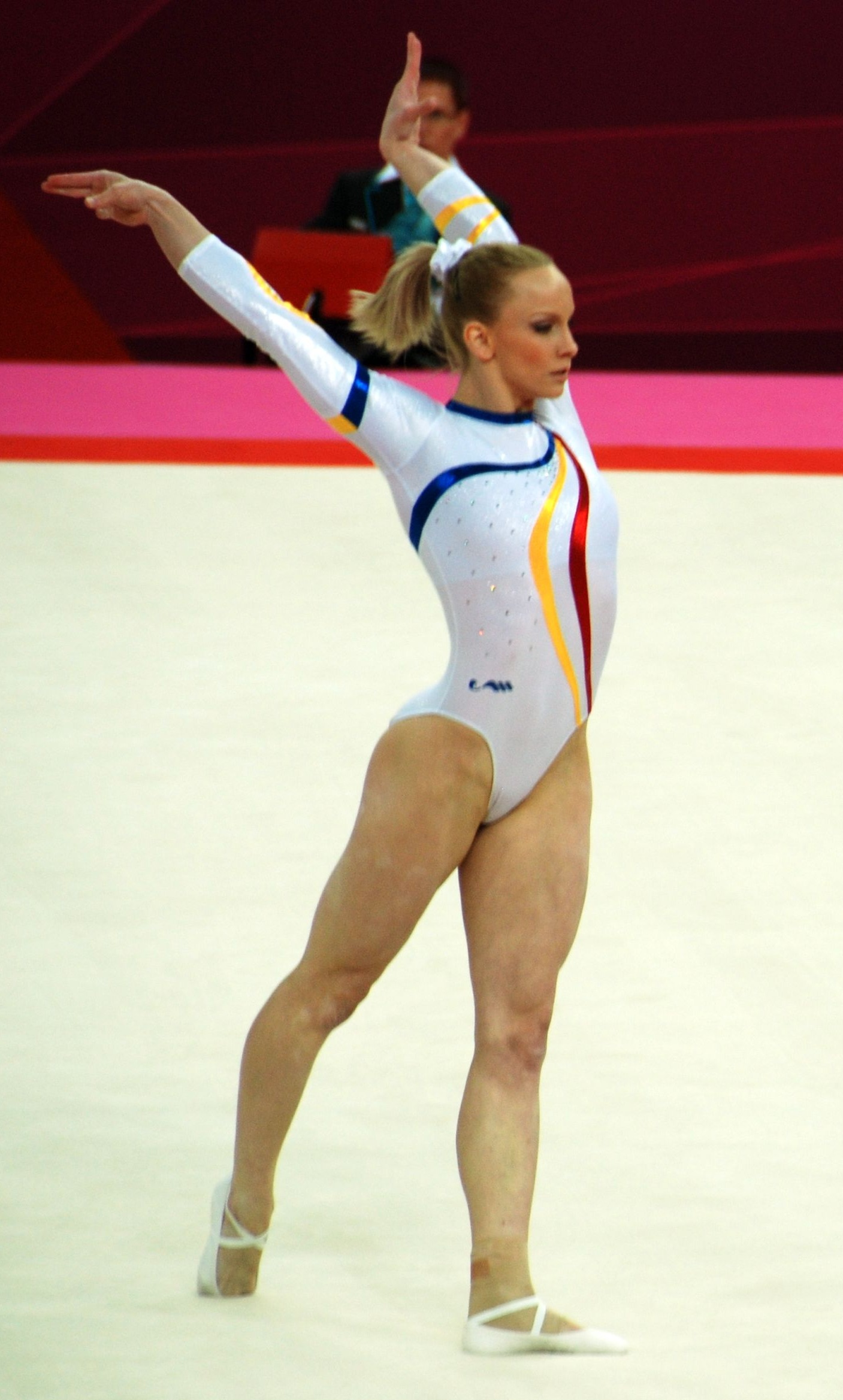
Izbașa - 2008
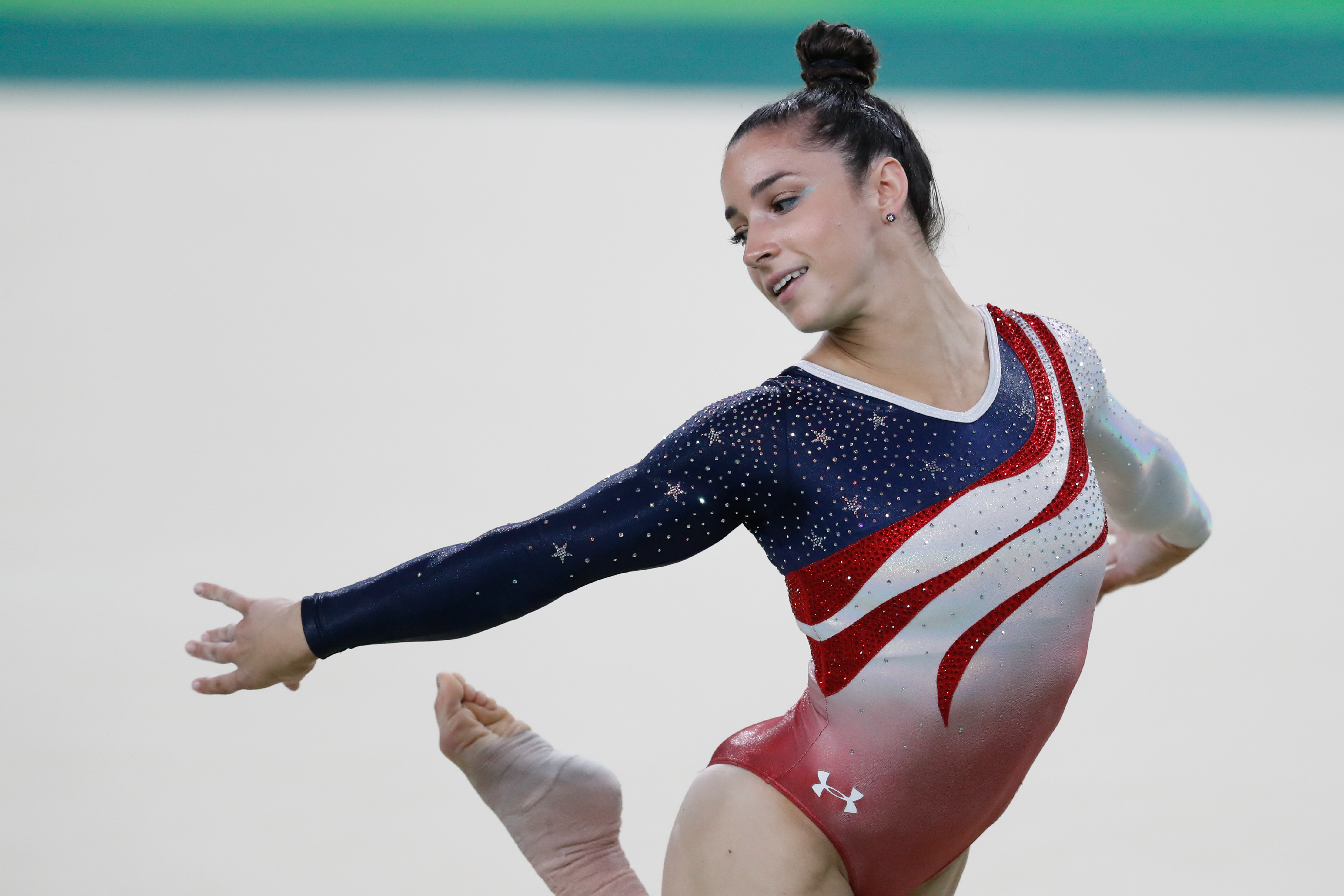
Aly Raisman - 2012
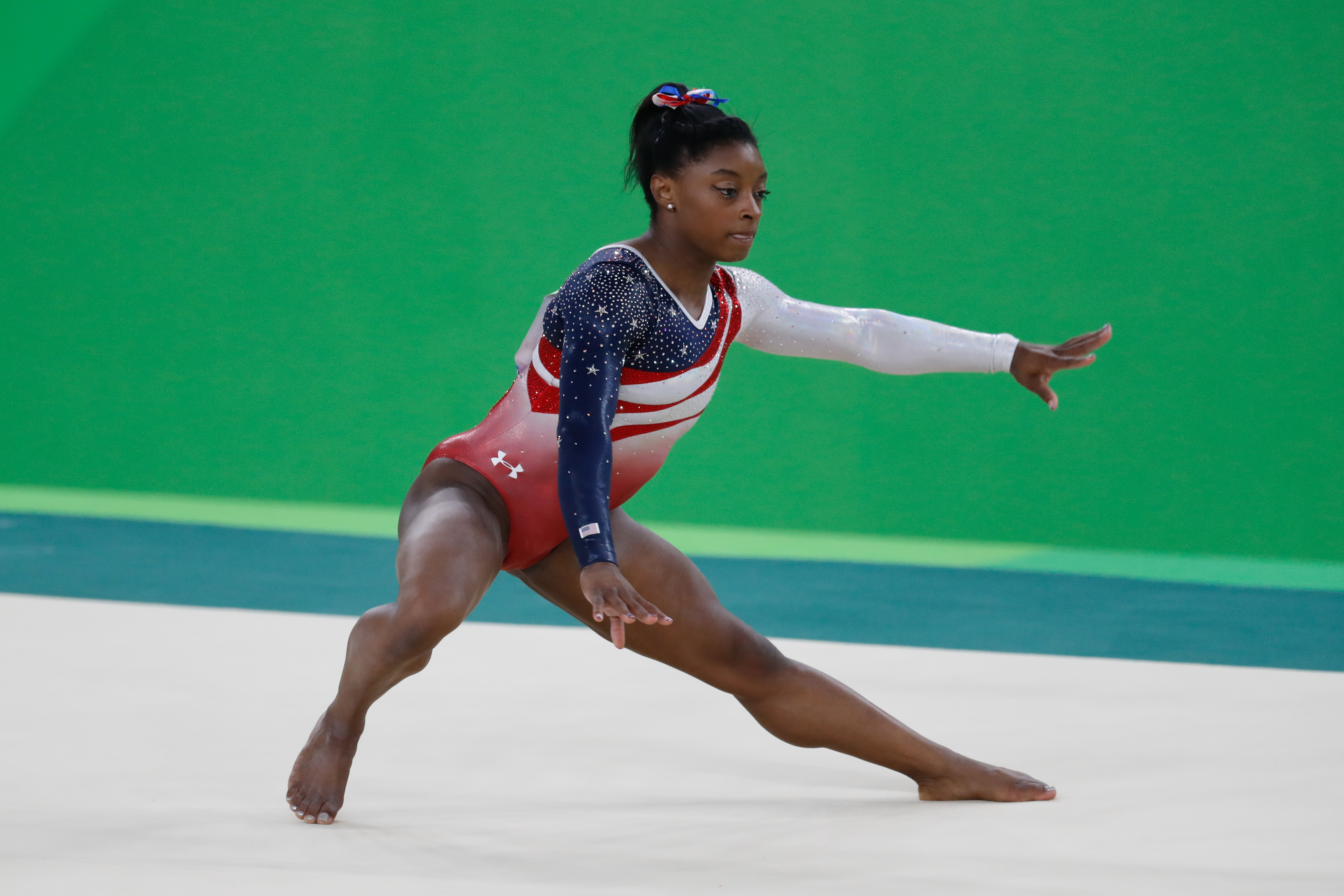
Biles - 2016
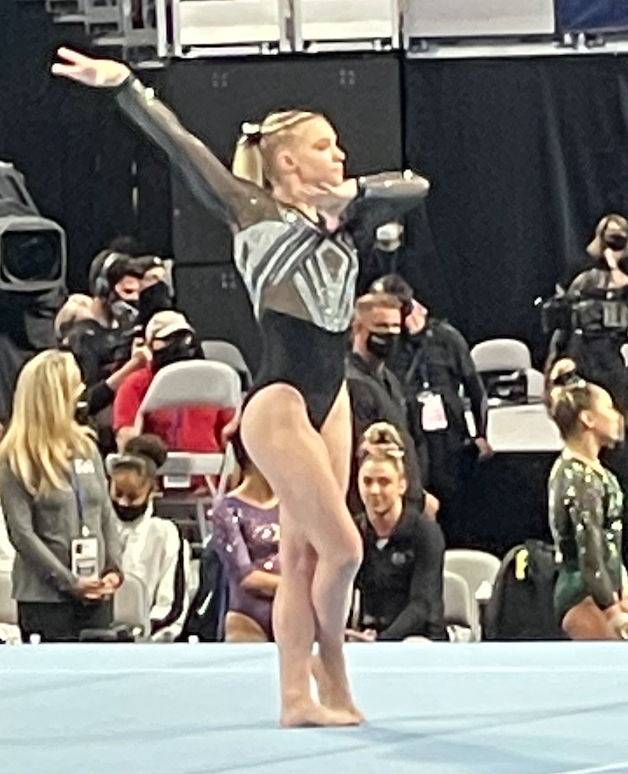
Jade Carey - 2020

## Ginastas de destaque
- O russo-soviético Nikolai Andrianov
- A ucraniana-soviética Larissa Latynina
- Simone Biles - Estados Unidos
- Nadia Comăneci - Romênia